# Европско првенство у атлетици на отвореном 1990 — 3.000 метара препреке за мушкарце
Такмичење у трци на 3.000 м са препрекама у мушкој конкуренцији на Европском првенству у атлетици 1990. у Сплиту одржано је 28. и 30. августа на стадиону Пољуд.
Титулу освојену 1986. у Штутгарту бранио је Хаген Мелцер из Источне Немачке.

## Земље учеснице
Учествовало је 22 такмичара из 13 земаља. 
1. Белгија (1)
2. Западна Немачка (1)
3. Источна Немачка (2)
4. Италија (3)
5. Југославија (1)
6. Пољска (2)
7. Португалија (1)
8. Совјетски Савез (2)
9. Турска (1)
10. Уједињено Краљевство (3)
11. Финска (1)
12. Француска (2)
13. Шпанија (2)

## Рекорди
| Рекорди пре почетка Европског првенства 1990.     | Рекорди пре почетка Европског првенства 1990. | Рекорди пре почетка Европског првенства 1990. | Рекорди пре почетка Европског првенства 1990. | Рекорди пре почетка Европског првенства 1990. | Рекорди пре почетка Европског првенства 1990. |
| ------------------------------------------------- | --------------------------------------------- | --------------------------------------------- | --------------------------------------------- | --------------------------------------------- | --------------------------------------------- |
| Светски рекорд                                    | Питер Коеч                                    | Кенија                                        | 8:05,35                                       | Стокхолм, Шведска                             | 3. јули 1989.                                 |
| Европски рекорд                                   | Жозеф Маму                                    | Француска                                     | 8:07,62                                       | Брисел, Белгија                               | 31. август 1987.                              |
| Рекорди Европских првенстава                      | Бронислав Малиновски                          | Пољска                                        | 8:15,04                                       | Рим, Италија                                  | 7. септембар 1974.                            |
| Најбољи светски резултат сезоне                   | Питер Коеч                                    | Кенија                                        | 8:10,95                                       | Хенгело, Холандија                            | 12. август 1990.                              |
| Најбољи европски резултат сезоне                  | Уве Пфлугнер                                  | Источна Немачка                               | 8:13,75                                       | Хенгело, Холандија                            | 12. август 1990.                              |
| Рекорди после завршетка Европског првенства 1990. |                                               |                                               |                                               |                                               |                                               |
| Рекорди Европских првенстава                      | Франческо Панета                              | Италија                                       | 8:12,66                                       | Сплит, Југославија                            | 30. август 1990.                              |

## Најбољи резултати у 1990. години
Најбољи атлетичари у трци на 3.000 метара са препрекама 1990. године пре почетка европског првенства (26. августа 1990) заузимало је следећи пласман на европској и светској ранг листи (СРЛ).
| 1.  | Уве Пфлугнер       | Источна Немачка  | 8:13,75 | 12. август | 4. СРЛ  |
| 2.  | Франческо Панета   | Италија          | 8:15,06 | 13. август | 6. СРЛ  |
| 3.  | Том Ханлон         | Велика Британија | 8:16,31 | 10. август | 9. СРЛ  |
| 4.  | Мирослав Зерковски | Пољска           | 8:16,89 | 17. август | 10. СРЛ |
| 5.  | Вилијам Ван Дајк   | Белгија          | 8:16,94 | 17. август | 11. СРЛ |
| 6.  | Хаген Мелцер       | Источна Немачка  | 8:19,26 | 17. август | 13. СРЛ |
| 7.  | Бруно Ле Стум      | Француска        | 8:20,98 | 17. август | 15. СРЛ |
| 8.  | Марк Роуланд       | Велика Британија | 8:21,21 | 12. август | 16. СРЛ |
| 9.  | Анђело Кароси      | Италија          | 8:21,62 | 2. јули    | 17. СРЛ |
| 10. | Бела Ваго          | Мађарска         | 8:24,49 | 10. јули   | 21. СРЛ |
|     |                    |                  |         |            |         |
|     | Вуле Максимовић    | Југославија      |         |            |         |

Такмичари чија су имена подебљана учествовали су на ЕП.

## Победници
|                          |                                   |                               |
| Франческо Панета Италија | Марк Роуланд Уједињено Краљевство | Алесандро Ламбрускини Италија |

## Резултати

### Квалификације
У квалификацијама атлетичари су били подељени у две групе. У финалу су се квалификовали по 6 такмичара из сваке групе.
| Пласман | Група | Атлетичар             | Земља                | Време   | Белешке |
| ------- | ----- | --------------------- | -------------------- | ------- | ------- |
| 1.      | 2     | Франческо Панета      | Италија              | 8:20,65 | КВ      |
| 2.      | 2     | Том Ханлон            | Уједињено Краљевство | 8:21,76 | КВ      |
| 3.      | 2     | Анђело Кароси         | Италија              | 8:21,80 | КВ      |
| 4.      | 1     | Марк Роуланд          | Уједињено Краљевство | 8:22,55 | КВ      |
| 5.      | 2     | Хаген Мелцер          | Источна Немачка      | 8:22,81 | КВ      |
| 6.      | 1     | Вилијам Ван Дајк      | Белгија              | 8:23,05 | КВ      |
| 7.      | 1     | Алесандро Ламбрускини | Италија              | 8:23,16 | КВ      |
| 8.      | 1     | Бруно Ле Стум         | Француска            | 8:23,21 | КВ      |
| 9.      | 2     | Антонио Пеула         | Шпанија              | 8:23,47 | КВ      |
| 10.     | 1     | Бенито Ногалес        | Шпанија              | 8:23,52 | КВ      |
| 11.     | 1     | Жозе Карлос Переира   | Португалија          | 8:23,92 | КВ      |
| 12.     | 1     | Васили Коромислов     | Совјетски Савез      | 8:24,19 |         |
| 13.     | 2     | Џозеф Махмуд          | Француска            | 8:24,36 | КВ      |
| 14.     | 2     | Богуслав Мамински     | Пољска               | 8:24,82 |         |
| 15.     | 2     | Михал Хајст           | Западна Немачка      | 8:24,97 |         |
| 16.     | 1     | Колин Вокер           | Уједињено Краљевство | 8:26,95 |         |
| 17.     | 1     | Јерген Сало           | Финска               | 8:27,98 |         |
| 18.     | 2     | Вуле Максимовић       | Југославија          | 8:33,07 |         |
| 19.     | 2     | Валери Вандјак        | Совјетски Савез      | 8:43,72 |         |
| 20.     | 1     | Нихат Багџи           | Турска               | 8:52,34 |         |
|         | 1     | Мирослав Зерковски    | Пољска               | НЗ      |         |
|         | 1     | Уве Пфлугнер          | Источна Немачка      | НЗ      |         |

### Финале
| Пласман | Атлетичар             | Земља                | Време   | Белешке |
| ------- | --------------------- | -------------------- | ------- | ------- |
|         | Франческо Панета      | Италија              | 8:12,66 | РЕП     |
|         | Марк Роуланд          | Уједињено Краљевство | 8:13,27 |         |
|         | Алесандро Ламбрускини | Италија              | 8:15,82 |         |
| 4.      | Анђело Кароси         | Италија              | 8:17,48 |         |
| 5.      | Вилијам Ван Дајк      | Белгија              | 8:21,71 |         |
| 6.      | Том Ханлон            | Уједињено Краљевство | 8:21,73 |         |
| 7.      | Хаген Мелцер          | Источна Немачка      | 8:22,48 |         |
| 8.      | Бруно Ле Стум         | Француска            | 8:23,39 |         |
| 9.      | Антонио Пеула         | Шпанија              | 8:24,47 |         |
| 10.     | Бенито Ногалес        | Шпанија              | 8:26,11 |         |
| 11.     | Жозе Карлос Переира   | Португалија          | 8:27,04 |         |
|         | Џозеф Махмуд          | Француска            | НЗ      |         |